# Poolbillard-Europameisterschaft 1987
Die Poolbillard-Europameisterschaft 1987 war ein vom europäischen Poolbillardverband EPBF in Stolberg im Rheinland ausgetragenes Poolbillardturnier. Nach 1980 war es die zweite Poolbillard-EM in Deutschland.
Ausgespielt wurden die Disziplinen 8-Ball, 9-Ball und 14/1 endlos bei den Damen und Herren. Zudem wurden bei den Herren die Europameister der Mannschaften ermittelt.
Im Finale gegen seinen Landsmann Thomas Engert wurde der Deutsche Oliver Ortmann Europameister im 14/1 endlos der Herren. Der Schwede Ulf Hjalmvall wurde 8-Ball-Europameister, Tom Storm, im Finale gegen den Deutschen Uwe Sander 9-Ball-Europameister.
Die deutsche Mannschaft um Thomas Engert, Oliver Ortmann, Tony Deigner, Norbert Lang und Edgar Nickel wurde Europameister. Schweden wurde Vizeeuropameister, Österreich und die Schweiz gewannen Bronze.
Die Schwedinnen Louise Furberg und Helena Thornfeldt wurden Europameisterinnen im 14/1 endlos beziehungsweise im 9-Ball. Im 8-Ball gewann die Deutsche Birgitt Hermann das Finale gegen Christina Lilja. Franziska Stark wurde Vizeeuropameisterin im 14/1 endlos.

## Medaillengewinner
| Disziplin            | Gold              | Silber          | Bronze            |
| -------------------- | ----------------- | --------------- | ----------------- |
| Herren – 14/1 endlos | Oliver Ortmann    | Thomas Engert   | Per Anda          |
| Herren – 14/1 endlos | Oliver Ortmann    | Thomas Engert   | Norbert Lang      |
| Herren – 8-Ball      | Ulf Hjalmvall     | Björn Jonsson   | Rudi Zick         |
| Herren – 8-Ball      | Ulf Hjalmvall     | Björn Jonsson   | Hajo Lüdtke       |
| Herren – 9-Ball      | Tom Storm         | Uwe Sander      | Tony Deigner      |
| Herren – 9-Ball      | Tom Storm         | Uwe Sander      | Carlo Begni       |
| Herren-Mannschaft    | Deutschland       | Schweden        | Österreich        |
| Herren-Mannschaft    | Deutschland       | Schweden        | Schweiz           |
| Damen – 14/1 endlos  | Louise Furberg    | Franziska Stark | Sylvia Buschhüter |
| Damen – 14/1 endlos  | Louise Furberg    | Franziska Stark | Virena Kadler     |
| Damen – 8-Ball       | Birgitt Hermann   | Christina Lilja | Marid Heimdahl    |
| Damen – 8-Ball       | Birgitt Hermann   | Christina Lilja | Lotti Walther     |
| Damen – 9-Ball       | Helena Thornfeldt | Heide Andersson | Hazel Dabrowski   |
| Damen – 9-Ball       | Helena Thornfeldt | Heide Andersson | Dawie Moestadjab  |